# Петровський (Панкрушихинський район)
Петро́вський (рос. Петровский) — селище у складі Панкрушихинського району Алтайського краю, Росія. Входить до складу Луковської сільської ради.

## Населення
Населення — 80 осіб (2010; 109 у 2002).
Національний склад (станом на 2002 рік):
- росіяни — 93 %